# Jane Mary Guest
Jane Mary Guest, também conhecida por Jenny Guest e depois Jane Mary Miles (c. 1762 - 20 de março de 1846) foi uma compositora e pianista inglesa. Aluna de Johann Christian Bach e, inicialmente, uma compositora de estilo galante, compôs sonatas para teclado e trabalhos vocais com acompanhamento de teclado. Foi também professora de piano da princesa Amélia e da princesa Carlota de Gales.